# Louisa Bolus
Harriet Margaret Louisa Bolus, född Kensit, den 31 juli 1877 i Burgersdorp, död 5 april 1970 i Kapstaden, var en sydafrikansk botanist och taxonom. Bolus gick i skola i Port Elizabeth (Sydafrika) och avslutade sin kandidatexamen i Kapstaden 1902.